# Hot Pink
Hot Pink es el segundo álbum de estudio de la rapera y cantante estadounidense Doja Cat, lanzado el 7 de noviembre de 2019 a través de Kemosabe Records y RCA Records. El álbum cuenta con los sencillos «Juicy», «Bottom Bitch», «Rules», «Cyber Sex», «Say So», «Like That» y «Streets», y cuenta con la aparición de artistas como Smino, Tyga y Gucci Mane. De acuerdo con la lista de álbumes Rolling Stone Top 200, Hot Pink ha vendido 20,600 unidades equivalentes a álbumes en Estados Unidos durante su permanencia en la lista, de las cuales 5,867 son ventas puras.

## Antecedentes y lanzamiento
El 2 de noviembre de 2019, Doja Cat anunció el álbum a través de sus redes sociales. Además de anunciar la fecha de lanzamiento, también reveló el título del proyecto, la lista de canciones y su portada.
En una entrevista, Doja describió su álbum con las siguientes palabras: «Llamé al álbum Hot Pink porque quería que la gente sintiera que antes de entrar en la música se sentía apasionado, cálido y acogedor. Creo que el color rosa intenso describe más esas cosas. Es mi color favorito y lo ha sido durante toda mi vida, así que para mi segundo proyecto donde me encontré y soy más refinada, sentí que este título era el mejor elección».

## Promoción

### Sencillos
El sencillo principal del álbum «Juicy (Remix)» con Tyga fue lanzado el 15 de agosto de 2019 junto con un video musical. El segundo sencillo del álbum titulado «Bottom Bitch» fue lanzado el 3 de octubre de 2019 junto con un video musical. El tercer sencillo del álbum titulado «Rules» fue lanzado el 24 de octubre de 2019, también junto a un video musical.
El cuarto sencillo del álbum titulado «Cyber Sex» fue lanzado el 7 de noviembre de 2019. El 10 de noviembre de 2019, Doja anunció que lanzaría un video musical para la canción «Say So», el cual se lanzó el 28 de enero de 2020. La canción se convirtió en una de las canciones de Doja Cat con mejor recepción comercial mundialmente. El 11 de febrero se lanzó un sexto sencillo, «Like That» en colaboración con el rapero estadounidense Gucci Mane. Cómo último y final sencillo se lanzó «Streets».

## Recepción Crítica
Hot Pink recibió críticas generalmente positivas por parte de la crítica musical, y muchos elogiaron su versatilidad musical, su positividad sexual, su peculiar lirismo y su variedad de géneros. En Metacritic, que asigna una normalizada sobre 100 a las reseñas de publicaciones profesionales, el álbum tiene una puntuación media de 73 basada en seis reseñas. Sandra Song de Paper resumió el disco como "una encapsulación ingeniosa, irreverente y transgresora de las habilidades [de Doja Cat]", mientras que Meaghan Garvey de Billboard lo consideró "una colección juguetona y pulida de rap y R&B freaky" y "una colección sensual y excéntrica de bangers de género en la que se deslizó fácilmente entre el canto y el rap".
August Brown, de Los Angeles Times, escribió que "el álbum suena como la forma en que viven los chicos ahora: infinitamente referencial, sumamente confiado en sus costumbres sexuales y, sin embargo, mezclado con algo parecido a la nostalgia y una madurez forzada"." Al reflexionar sobre 2020 en la música, Ben-Beaumont Thomas, de The Guardian, describió el disco como "magnífico" y escribió que la "facilidad de Doja Cat para los gusanos del oído la ha convertido en la favorita de TikTok". Jordan Bassett, de NME, escribió que Doja Cat "no está arriesgándose y, ahora que se ha levantado el humo, está claro que es una competidora del pop con el ingenio y el impulso para llegar tan lejos como quiera".
En una reseña para Consequence of Sound, Lucy Shanker señaló que "[Hot Pink] es un testimonio de las habilidades de Doja: Su forma de cantar, rapear y producir brillan sin esfuerzo en el disco en temas que varían en género y tema [...] No hay duda de que ella tiene el control en todo el disco, incluso cuando el formato revela algunas debilidades." Lakin Starling de Pitchfork señaló que la versatilidad de Doja es un "don", y a diferencia de Amala (2018), el sonido de Hot Pink no se siente "disperso" ni "semipresionado". Erin Bashford de Clash lo calificó como "un álbum que sabe exactamente lo que es, y es el trabajo de una estrella del hip pop bien elaborada con algo que demostrar".

## Lista de canciones
Lista adaptada de Tidal.

| N.º   | Título                           | Escritor(es) | Productor(es)                                            | Duración |  |
| 1.    | «Cyber Sex»                      | Amala Zandile Dlamini, Allan Grigg, Yeti Beats, Gerard Powell y Lydia Asrat                                                               | KoOoL kOjAk y tizhimself                                 | 2:46     |  |
| 2.    | «Won't Bite» (junto a Smino)     | Dlamini, Christopher Smith Jr., Yeti Beats, Kurtis McKenzie y William Fadhili                                                             | Yeti Beats                                               | 3:15     |  |
| 3.    | «Rules»                          | Dlamini, Lydia Asrat, Lukasz Gottwald, Theron Thomas, Ben Billions y Salaam Remi                                                          | Danielle Alvarez, Tyson Trax, Ben Billions y Salaam Remi | 3:07     |  |
| 4.    | «Bottom Bitch»                   | Dlamini, Travis Barker, Yeti Beats, Mark Hoppus y Tom DeLonge                                                                             | Doja Cat y Yeti Beats                                    | 3:18     |  |
| 5.    | «Say So»                         | Dlamini, Yeti Beats, Lydia Asrat y Gottwald                                                                                               | Tyson Trax                                               | 3:58     |  |
| 6.    | «Like That» (junto a Gucci Mane) | Dlamini, Radric Delantic Davis, Yeti Beats, Lydia Asrat, Gottwald y Theron Thomas                                                         | Tyson Trax y Mike Crook                                  | 2:43     |  |
| 7.    | «Talk Dirty»                     | Dlamini, Yeti Beats, Kurtis McKenzie, Lee Stashenko y Lydia Asrat                                                                         | McKenzie y f a l l e n                                   | 4:01     |  |
| 8.    | «Addiction»                      | Dlamini, Ariowa Irosogie, Richard Isong, Yeti Beats y Kurtis McKenzie                                                                     | Ari PenSmith y P2J                                       | 3:28     |  |
| 9.    | «Streets»                        | Dlamini, Christopher Jefferies, Darius Logan, Yeti Beats, Demarie Sheki, Dominique Logan, Lydia Asrat, Omari Grandberry y Theron Feemster | Blaq Tuxedo                                              | 3:47     |  |
| 10.   | «Shine»                          | Dlamini, Yeti Beats y Gottwald | Tyson Trax                                               | 2:40     |  |
| 11.   | «Better Than Me»                 | Dlamini, Troy NōKA, Yeti Beats y Lydia Asrat                                                                                              | Troy NōKA                                                | 3:22     |  |
| 12.   | «Juicy» (con Tyga)               | Dlamini, Lydia Asrat, Yeti Beats, Gottwald y Micheal Ray Stevenson                                                                        | Tyson Trax y Yeti Beats                                  | 3:23     |  |
| 39:48 |                                  | |                                                          |          |  |

Notas
- «Bottom Bitch» contiene un sample de la canción «What's My Age Again?» de Blink-182 perteneciente a su álbum Enema of the State (1999).[18]
- «Say So» contiene un sample de la canción «Good Times» de Chic perteneciente a su álbum Risqué (1979).[19]
- «Like That» contiene un sample de la canción «Between the Sheets» de The Isley Brothers perteneciente a su álbum Between the Sheets (1983).
- «Streets» contiene un sample de la canción «Streets Is Callin» de B2K perteneciente a su álbum banda sonora You Got Served (2003).[20]

## Posicionamiento en listas
| Lista (2019–2020)                      | Mejor posición |
| -------------------------------------- | -------------- |
| Australia (ARIA)                       | 30             |
| Canadá (Billboard Canadian Albums)     | 34             |
| Dinamarca (Hitlisten)                  | 38             |
| Estados Unidos (Billboard 200)         | 19             |
| Estados Unidos (Rolling Stone Top 200) | 19             |
| Estonia (Eesti Ekspress)               | 13             |
| Finlandia (Suomen Virallinen Lista)    | 42             |
| Irlanda (IRMA)                         | 63             |
| Islandia (Tonlist)                     | 21             |
| Lituania (AGATA)                       | 51             |
| Noruega (VG-lista)                     | 23             |
| Nueva Zelanda (Recorded Music NZ)      | 20             |
| Países Bajos (Album Top 100)           | 63             |
| Reino Unido (UK Albums Chart)          | 78             |
| Suecia (Sverigetopplistan)             | 59             |

## Historial de lanzamiento
| Región | Fecha                  | Formato(s)                      | Discográfica                  | Ref.                |
| ------ | ---------------------- | ------------------------------- | ----------------------------- | ------------------- |
| Varios | 7 de noviembre de 2019 | CD, Descarga digital, Streaming | Kemosabe Records, RCA Records | [ 6 ] [ 35 ] [ 36 ] |